# Inning am Ammersee
Inning am Ammersee è un comune tedesco di 4 240 abitanti, situato nel land della Baviera.
È situato sulle sponde del lago Ammersee.